# Ервин Фиров
Ервин Фиров, (на немски: Erwin Vierow) (1890 – 1982) е Генерал от пехотата в немската армия, който командва немските сили в северозападната част на Франция по време на Втората световна война.
Той се присъединява към армията на Германската империа през 1908 г. и по време на Първата световна война е бил офицер в пехотата и служи като адютант. През 1915 г. той е повишен в лейтенант и е ранен през май на следващата година. След още една година той е повишен в чин капитан.
Между двете световни войни той служи в Генералния щаб на Райхсвера и в пехотата. След избухването на Втората световна война той вече е Генерал-майор във Вермахта. През август 1940 г. е назначен за командир на 9-а пехотна дивизия а на следващата година е бил повишен в чин Генерал от пехотата и служи на Източния фронт като командир на 55-и армейски корпус. На 24 октомври 1941 г. той става военен комендант на Харков и е награден с Рицарски кръст на същата година.
От 1 юли 1943 до септември 1944 г. той е назначен за командир на немските сили в северозападната част на Франция, която обхващаше районите на Лаон, Орлеан и Руен. По-късно той е назначен за началник на Главното командване на Сомма и заема този пост, докато е бил пленен от британците. На 1 септември 1944 г. Фироф е затворен в лагера Клинтън в Мисисипи, САЩ и умира на 91 г. в град Текленбург, Германия.

## Награди
- Носител на Рицарски кръст, (15 ноември 1941 г.)